# Вікіпедія мовою есперанто
Вікіпедія мовою есперанто (Есп. Vikipedio en Esperanto, або Esperanta Vikipedio), або Вікіпедія на есперанто — розділ Вікіпедії мовою есперанто. Створена в листопаді 2001 року. Станом на лютий 2021 року це 32-ий за кількістю статей розділ Вікіпедії у загальному переліку, а також найбільший серед штучномовних розділів.
Вікіпедія мовою есперанто станом на 29 березня 2025 року містить 368 445 статей, 234 907 зареєстрованих користувачів, 317 активних дописувачів, 12 адміністраторів
. Загальна кількість сторінок у Вікіпедії мовою есперанто — 828 179, редагувань — 9 039 353, завантажених файлів — 18 952. Глибина (рівень розвитку мовного розділу) Вікіпедії мовою есперанто мала і становить 17 пунктів
.

## Історія створення
Вікіпедія мовою есперанто була створена одним з активістів есперанто-руху Чаком Смітом (англ. Chuck Smith) — американцем, що в той час працював добровольцем у Роттердамі, в штаб-квартирі Міжнародної Асоціації Есперанто. Проєкт знайшов підтримку в багатьох членів асоціації, серед них — один із засновників Вікіпедії — Джиммі Вейлз, а також Ангро Ланграж — вікіпедист, бюрократ і адміністратор есперанто Вікіпедії.
Велике значення у популяризації есперанто Вікіпедії мало те, що Чак Сміт особисто їздив на різні молодіжні зустрічі прихильників есперанто, наголошував на важливості існування вільної енциклопедії для такого розсіяного контингенту есперанто мовців з обмеженими ресурсами. Згодом Чака Сміта підтримали й інші активісти. Невдовзі мовою есперанто було видано спеціальні підручники з інструкцією для користування Вікіпедією.
Більшість користувачів есперанто Вікіпедії переконані, що цей розділ цілком відповідає критеріям вільної енциклопедії, тому що дозволяє носіям різних мов і культур співпрацювати у одному середовищі, що робить таку енциклопедію нейтральною, що не завжди є з розділами Вікіпедії на етнічних мовах, де загальноприйняті й авторитетні стереотипи фіксуються у статтях як факти.

## Цікаві факти
Частка внеску до вікіпедії мовою есперанто редакторів з різних країн у першому кварталі 2014 року така:
| Нр. | Країна     | Частка редагувань |
| --- | ---------- | ----------------- |
| 1   | Франція    | 25,0 %            |
| 2   | Німеччина  | 13,6 %            |
| 3   | США        | 11,5 %            |
| 4   | Нідерланди | 9,4 %             |
| 5   | Польща     | 5,9 %             |
| 6   | Іспанія    | 3,8 %             |
| 7   | Італія     | 3,7 %             |

Крім того, у Вікіпедії мовою есперанто є одна аудіостаття.

## Особливості
Внутрішнє кодування статей не збігається з видимим при редагуванні — для представлення специфічних для есперанто букв ĉ, ĝ, ĥ, ĵ, ŝ, ŭ в редакторі використовуються сурогатні пари cx, gx, hx, jx, sx, ux, а для букви x — пара xx (так звана x-система). Це дозволяє використовувати для редагування групу клавіатури будь-якої мови з латинським алфавітом.
Багато статей в цій Вікіпедії використовують такий навігаційний елемент як навігаційна стежка. Така традиція збереглася ще з часів, коли рушій Вікіпедії ще не мав механізму категорій. Вікіспільнотою цього розділу було вирішено поступово вилучати цей навігаційний елемент як такий, що дублює категорії.
Вікіпедія мовою есперанто містить найбільше зображень у категорії вікіпедій з кількістю статей 50 000 — 10 000. Часто зображення у статтях поміщаються у вигляді галерей.